# Angelo Villani
Angelo Villani (San Marzano sul Sarno, 27 agosto 1956) è un politico e imprenditore italiano, ex presidente della Provincia di Salerno.
Laureato in medicina, poi manager di successo nel comparto della Distribuzione Organizzata, ha amministrato l'azienda di famiglia (Gruppo ALVI) fino alla sua elezione a presidente della Provincia di Salerno.
Comincia la sua carriera politica nelle file della Democrazia Cristiana, diviene sindaco del comune di Nocera Superiore in provincia di Salerno dal 1992 al 1993. Dopo la scissione della DC passa al Partito Popolare Italiano e successivamente aderisce alla Margherita di cui diviene coordinatore provinciale.
È stato eletto Presidente della Provincia nel turno elettorale del 2004 (elezioni del 12 e 13 giugno), raccogliendo il 52,1% dei voti in rappresentanza di una coalizione di centrosinistra.
Il suo mandato amministrativo è scaduto nel giugno 2009, quando alle elezioni provinciali viene sconfitto al primo turno da Edmondo Cirielli.
Nel febbraio 2010, all'alba delle elezioni regionali in Campania, lascia il Partito Democratico e aderisce al Movimento per le Autonomie di Raffaele Lombardo.
Il 2 novembre 2010, in seguito all'inchiesta sul fallimento dell'azienda di famiglia (Gruppo ALVI), viene posto agli arresti domiciliari, in quanto accusato di bancarotta fraudolenta.